# Bryan Batt
Bryan Batt (New Orleans, Louisiana, 1 maart 1963) is een Amerikaans acteur.

## Carrière
Batt is een acteur die vaak in het theater speelt, hij stond op Broadway op de planken in onder meer La Cage Aux Folles, Belle en het Beest, Saturday Night Fever, Sunset Boulevard en Cats.
Op televisie is hij vooral bekend van zijn rol van "Salvatore Romano" in de AMC-televisieserie Mad Men. Verder had hij kleinere rollen in onder meer The Cosby Show, Law & Order: Criminal Intent, As the World Turns en Ugly Betty.

## Filmografie

### Film
- Flodder in Amerika! - Maître d'hôtel (First Floor Features - 1992)
- Jeffrey - Darius (Workin' Man Films 1995)
- Kiss Me, Guido - Tino (Sundance 1997)
- Funny People - George Simmons' Agent (2009)

### Televisie
- Mad Men
- Guess Who's Coming to Decorate
- Rescue Me
- Guiding Light
- Law & Order: Criminal Intent
- The Cosby Show
- As the World Turns
- Ugly Betty